# Rebellenalliantie

Vlag van de Rebellenalliantie

De Rebellenalliantie (Engels: Rebel Alliance) is een fictieve organisatie uit het Star Warsuniversum. Voluit heet de organisatie het Verbond voor het Herstel van de Republiek (Alliance to Restore the Republic).
De Rebellenalliantie speelt een grote rol in de Galactische Burgeroorlog, die te zien is in de films Rogue One: A Star Wars Story, Star Wars: Episode IV: A New Hope, Star Wars: Episode V: The Empire Strikes Back en Star Wars: Episode VI: Return of the Jedi. De alliantie werd gevormd als antwoord op de creatie van het Galactische Keizerrijk. De primaire oprichters waren senator Mon Mothma, Senator Bail Organa, Senator Padmé Amidala en de andere leden van de delegatie van 2000.

## Geschiedenis
De Rebellenalliantie werd in 2 BBY opgericht door ex-senator Mon Mothma. Boven de planeet Dantooine zond ze aan boord van het schip de Ghost een bericht uit aan het hele heelal, waarin ze pleitte voor het openlijk strijden tegen het Galactische Keizerrijk. Ze betuigde kritiek op keizer Palpatine en zijn dictatoriale bewind, en het inperken van de vrijheden van de burgers van het Keizerrijk. Tientallen schepen van verschillende rebellencellen gaven gehoor aan het verzoek en kwamen uit hyperspace boven de planeet, waar zij besloten hun krachten te bundelen voor het verwezenlijken van de eerste Rebellenvloot. 
Senators Mon Mothma, Bail Organa, Padmé Amidala, en Garm Bel Iblis worden in de Star Wars Expanded Universe vaak genoemd als de hoofdrolspelers van de alliantie. De alliantie in het diepste geheim, en vanaf hun geheime basis op Yavin 4 coördineerde de alliantie haar geheime operaties. Na de Slag om Yavin verplaatsten de rebellen hun basis naar de afgelegen ijsplaneet Hoth. 
Samen met talloze andere tegenstanders van het keizerrijk groeide de alliantie uit van een ondergrondse verzetsgroep naar een militaire strijdmacht. De eerste rebellencommandenten waren officieren uit de oude Republiek, zoals Saw Gerrera en Captain Rex. Keizerlijke deserteurs zoals Wedge Antilles werden later belangrijke commandanten. Ze wisten al snel een vloot samen te stellen van ruimteschepen. De eerste schepen in de vloot waren A-Wings, Y-Wings, Nebulon-B fregatten, Hammerhead en Alderaanse fregatten en één Mon Calamari-kruiser. 
Aanvankelijk beschouwde het keizerrijk de rebellenalliantie niet als een bedreiging, totdat de rebellen de blauwdrukken van de Death Star tijdens de Slag om Scarif bemachtigden, waarmee zij in de Slag om Yavin de Death Star konden vernietigen. Hierna opende het keizerrijk de jacht op de rebellen, wat leidde tot een grote nederlaag voor de rebellen in de Slag om Hoth. Uiteindelijk was de rebellenalliantie succesvol in het verslaan van het keizerrijk bij de Slag om Endor.
Na de dood van de Keizer vormde de alliantie zich om tot de Nieuwe Galactische Republiek.

## Belangrijke leden

### Oprichters
- Senator Mon Mothma
- Senator Bail Organa
- Senator Padmé Amidala

### Andere leden
- Ackbar
- Leia Organa
- Han Solo
- Lando Calrissian
- Wedge Antilles
- Luke Skywalker
- Cassian Andor
- Jyn Erso
- Hera Syndulla
- Sabine Wren
- Ezra Bridger

## Rangen en uniformen
Er zijn veel verschillende rangen binnen de alliantie. Er zijn mensen bij de marine, landmacht, technici enzovoort horen. Elk departement heeft zijn verschillende rangen en de daarbij behorende uniformen, die meestal zijn aangepast aan de omstandigheden. Het meest bekend zijn de oranje ruimte pakken van de X-Wing piloten. Waar de uniformen van het keizerrijk vaak zwart, grijs en wit zijn, hebben de uniformen van de alliantie vaak meer kleur.

## Hoofdkwartieren
- Home One en Endor
- Echo Base, Hoth
- Yavin IV
- Dantooine
- Corellia
- Coruscant
- Sullust
- Ansion
- Second Chance Base, Bastion
- Commerce Point Base, Gralle